# Herman De Jonghe
Herman De Jonghe (Temse, 2 december 1941) is een Vlaams schrijver.

## Biografie
Na zijn middelbare studies aan het Sint-Stanislascollege te Berchem behaalde hij het diploma van licentiaat in de fysica aan de Katholieke Universiteit Leuven.
Van 1966 tot 2002 werkte hij resp. als leraar en als schooldirecteur aan de Sint-Lambertusscholen te Westerlo.
Hij kende zijn literair debuut in 2008 met de roman Koppenbergblues. In 2016 werd de misdaadroman 'Ondergrond' genomineerd voor de Hercule Poirotprijs (misdaadgenre).